# Opatkowice Pojałowskie
Opatkowice Pojałowskie – wieś w Polsce położona w województwie świętokrzyskim, w powiecie jędrzejowskim, w gminie Imielno.
W latach 1975–1998 miejscowość administracyjnie należała do województwa kieleckiego.